# Стаљин: Двор црвеног цара
Стаљин двор црвеног цара је историјски роман аутора Сајмона Сибага Монтефјореа, из два дела. Роман говори о томе какав је био човек совјетског диктатора Јосифа Стаљина.
Аутор је успео да дође до многобројне, скриване архиве, која говори о јавном и тајном животу великог диктатора. Аутор је имао ту част да разговара са преживелим моћницима из Стаљиновог времена, који знају оно што није смело да процури у јавност за време Стаљиновог живота.

## Рекли су
Мислио сам да не могу да сазнам ништа ново о Стаљину. Погрешио сам.— Хенри Кисинџер
Ова књига помоћи ће да нестане и последњи траг носталгије за Совјетским Савезом.— Ајриш тајмс
Изузетна, до сада неиспричана прича о мушкарцима и женама који су преко тридесет година одржавали Стаљина на власти— Сандеј тајмс